# Robert von Toll
Robert von Toll, född den 23 januari 1802, död den 7 december 1876, var en estländsk historisk forskare, friherre och militär, farbror till Eduard Toll.
von Toll ingick 1816 i rysk tjänst, deltog som dragonofficer i turkiska (1828-29) och polska (1831) krigen, sårades svårt under det senare och tog 1852 avsked som överste.
1841 hade han ärvt fideikommisset Kuckers, i wierländska kretsen, och  ökade  dess stora samling av historiska  urkunder, mynt och sigill rörande  östersjöprovinserna. Hans samlingar offentliggjordes i det av honom bekostade arbetet Est- und livländische brieflade.
Banden I (1856) och II (1861, 1864) omfattande svenska och polska tiden, 1561-97), som innehåller urkunder, utarbetades av von Toll i förening med F.G. von Bunge och Eduard Pabst; band III (1879; kronologier) utarbetades av Philipp Schwartz och band IV (1887; sigill och mynt) av Johan Sachssendahl.
von Toll förmådde historikern Schirren att 1860 vara honom följaktig till svenska Riksarkivet, där, såsom han förmodat, en del av Livländska ordens gamla dyrbara arkiv anträffades och gav rikt material för hans arbete.